# Christian Watford
Pour les articles homonymes, voir Watford (homonymie).
Christian Ramon Watford, né le 28 avril 1991 à Birmingham en Alabama, est un joueur américain de basket-ball.